# Дженніфер Леш
Дженніфер Енн Мері Елейн Леш Файнс (27 лютого 1938 — 28 грудня 1993), також відома як Джіні Файнс — англійська письменниця і художниця.
У 1961 році, у віці 23 років, вона опублікувала свій перший роман "Поховання". Леш вважалася однією з найперспективніших молодих людей серед англійських митців того часу. Після зустрічі з Леш у Саффолку Доді Сміт, авторка роману "Сто й один далматинець", зауважила, що Леш була "майже занадто цікавою, щоб бути правдою".

## Життя та кар'єра
Леш народилася в Чичестері, Сассекс, 27 лютого 1938 року, дочка Джоан Мері (уродженої Мур) і бригадного генерала Генрі Аллейна Леша. До 6 років Леш жила в Індії, де служив її батько. Її дядько Білл Леш був єпископом Бомбея з 1947 по 1961 роки. Коли її сім'я повернулася до Англії, вони оселилися в Сурреї. Вихована римо-католичкою, Лаш відвідувала школу-інтернат при монастирі Пресвятого Серця в Танбрідж-Уеллсі, Кент, а потім продовжила навчання в художній школі Фарнхем. Коли їй було 16 років, її навчання перервали сімейні проблеми. Вона припинила навчання і переїхала до Лондона, де перебивалася випадковими заробітками, щоб підтримувати свої мистецькі пошуки.
У середині 1950-х вона познайомилася з ліричною поетесою та галеристкою Айріс Бертвістл у місті Чурт, графство Суррей, де вони обидві мешкали. Невдовзі після цього, коли Бертвістл переїхала до Волберсвіка, графство Саффолк, Леш поїхала з нею і, заохочена Бертвістл, почала працювати над своїм першим романом "Поховання" (The Burial). Бертвістл перейменувала Лаш на Джіні й познайомила з її майбутнім чоловіком Марком Файнсом, за якого вона вийшла заміж у 1962 році, році, коли була опублікована її друга книга "Клімат віри". У шлюбі було семеро дітей: актори Ральф Файнс і Джозеф Файнс, режисерки Марта Файнс і Софі Файнс, композитор Магнус Файнс, Джейкоб Файнс, менеджер з охорони природи, і прийомний син Майкл Емері, археолог. Сім'я часто переїжджала і жила в Саффолку, Вілтширі, Ірландії та Лондоні. Протягом наступних 20 років Леш написала ще чотири романи: "Призма" (1963), "Спустися і помри" (1977), "Збирач пилу" (1979) та "З травня по жовтень" (1980).
Картини Леш були представлені на кількох виставках у галереях Пенвіт у Сент-Айвсі, Галереї Хейлсворт та Галереї Вестлетон Чепел у Суффолку.
Наприкінці 1980-х у Леш діагностували рак молочної залози. Перебуваючи в ремісії від хвороби, вона подорожувала до Лурду та Сен-Марі-де-ла-Мер у Франції, а також до священного Сантьяго-де-Компостелла в Іспанії. У цей час вона написала "На прощі", свою єдину нехудожню книгу. Леш померла 28 грудня 1993 року в Одстоці, Вілтшир, у віці 55 років. Її останній роман "Кровні тенета" був опублікований посмертно в 1997 році.